# Pont Biais
De Pont Biais is een verkeersbrug over het Afwateringskanaal Luik.
De brug werd gebouwd om de verkeersstroom vanuit Outremeuse naar de Maaskade te leiden en vooral naar de A25.
De brug, die diagonaal over het Afwateringskanaal loopt, werd geopend in 1976.